# Racing Bart Mampaey
Racing Bart Mampaey est une écurie de course automobile belge basée à Malines et fondée en 1994 par Bart Mampaey pour participer aux compétitions de voitures de tourisme.

## Histoire
Bart Mampaey a créé sa propre écurie à partir de la structure Juma Racing fondée par son père Julien Mampaey en 1974. Tout comme son père en 1977, 1982 et 1983 Bart Mampaey remporte les 24 Heures de Spa en 1998.
De 2002 à 2010, l'écurie s'engage en Championnat d'Europe des voitures de tourisme puis Championnat du monde des voitures de tourisme avec de nombreuses victoires et plusieurs titres.
En 2012, lors du retour de BMW en Deutsche Tourenwagen Masters, la structure accompagne la marque en engageant deux voitures pour Augusto Farfus et Andy Priaulx. L'année suivante, Andy Priaulx est remplacé par l'Américain Joey Hand.

## Palmarès
- 24 Heures de Spa
  - Victoire en 1998 avec Marc Duez, Eric van de Poele et Alain Cudini

- Championnat d'Europe des voitures de tourisme (ETCC)
  - Champion en 2004 avec Andy Priaulx
  - 8 victoires entre 2002 et 2004 avec Andy Priaulx

- Championnat du monde des voitures de tourisme (WTCC)
  - Champion en 2005, 2006 et 2007 avec Andy Priaulx
  - 18 victoires entre 2005 et 2010 avec Andy Priaulx

- Deutsche Tourenwagen Masters (DTM)
  - Une victoire de Augusto Farfus en 2012 sur le Circuit de Valence Ricardo Tormo
  - Trois victoires de Augusto Farfus en 2013 sur l'Hockenheimring, le Motorsport Arena Oschersleben et à Zandvoort

## Galerie

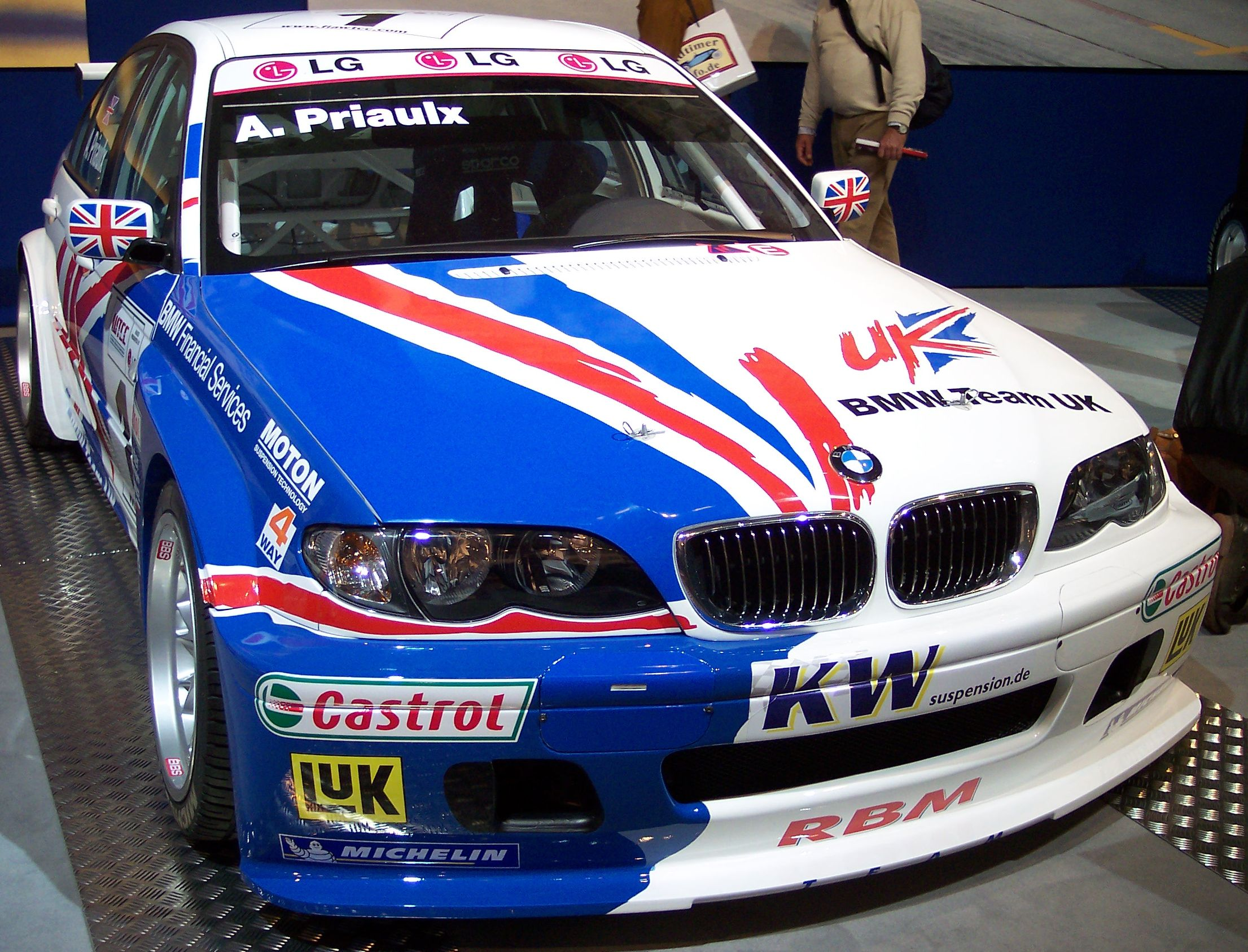
La BMW 320i de WTCC d'Andy Priaulx en 2005
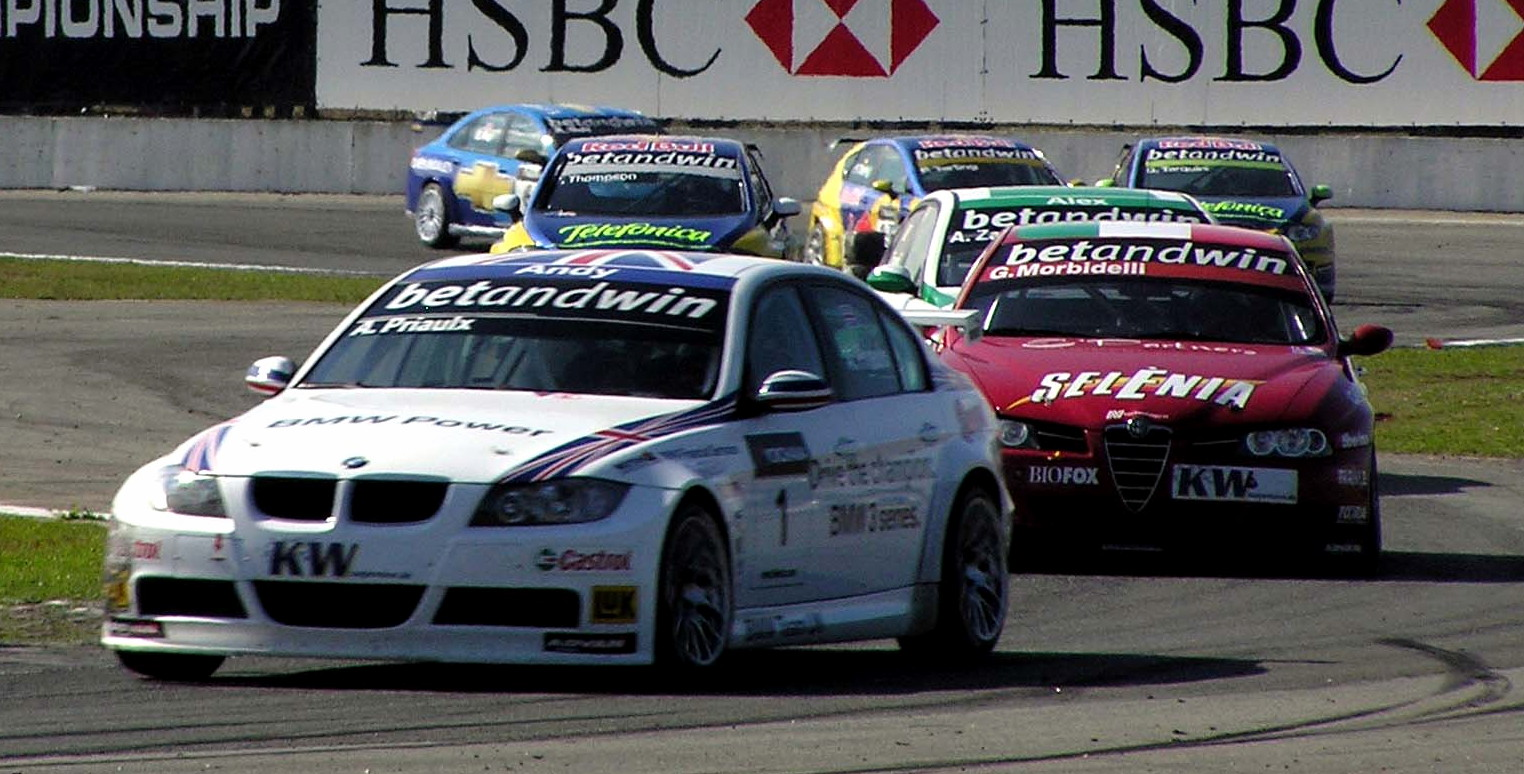
La BMW 320si de WTCC d'Andy Priaulx en 2006
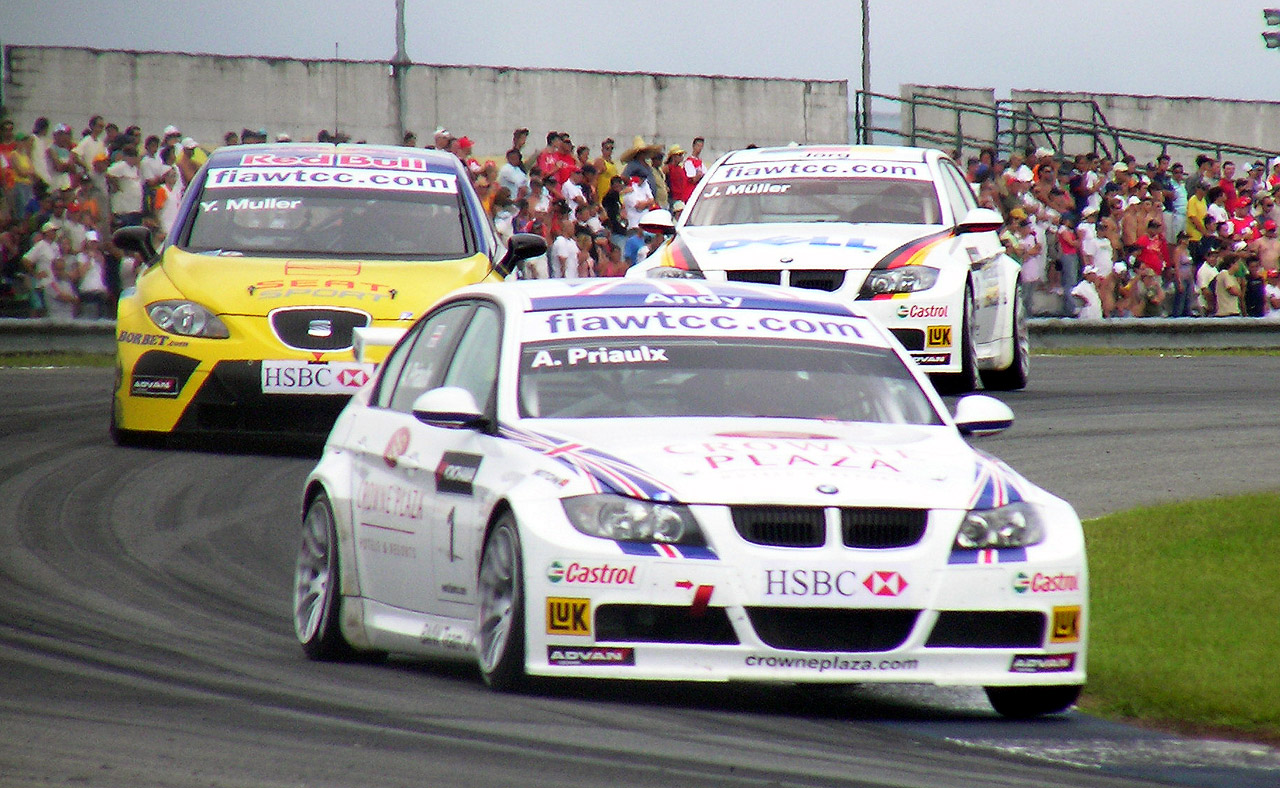
La BMW 320si de WTCC d'Andy Priaulx en 2007
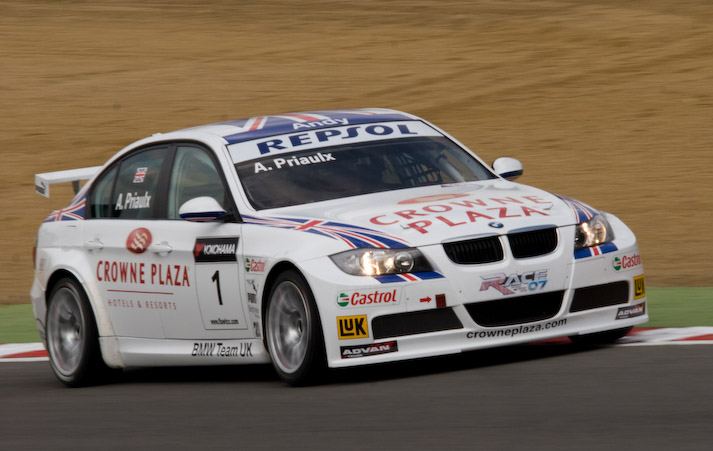
La BMW 320si de WTCC d'Andy Priaulx en 2008
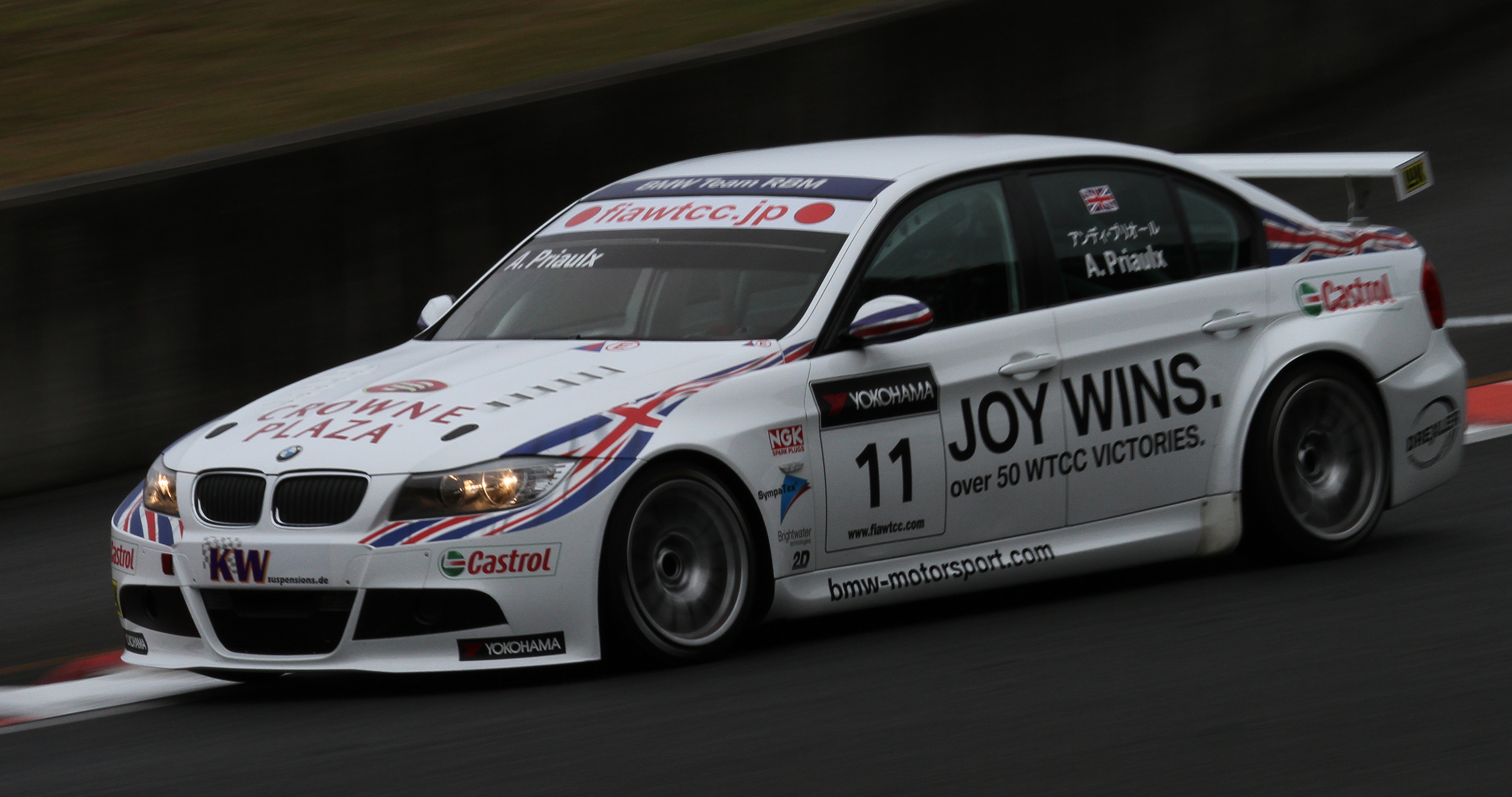
La BMW 320si de WTCC d'Andy Priaulx en 2010
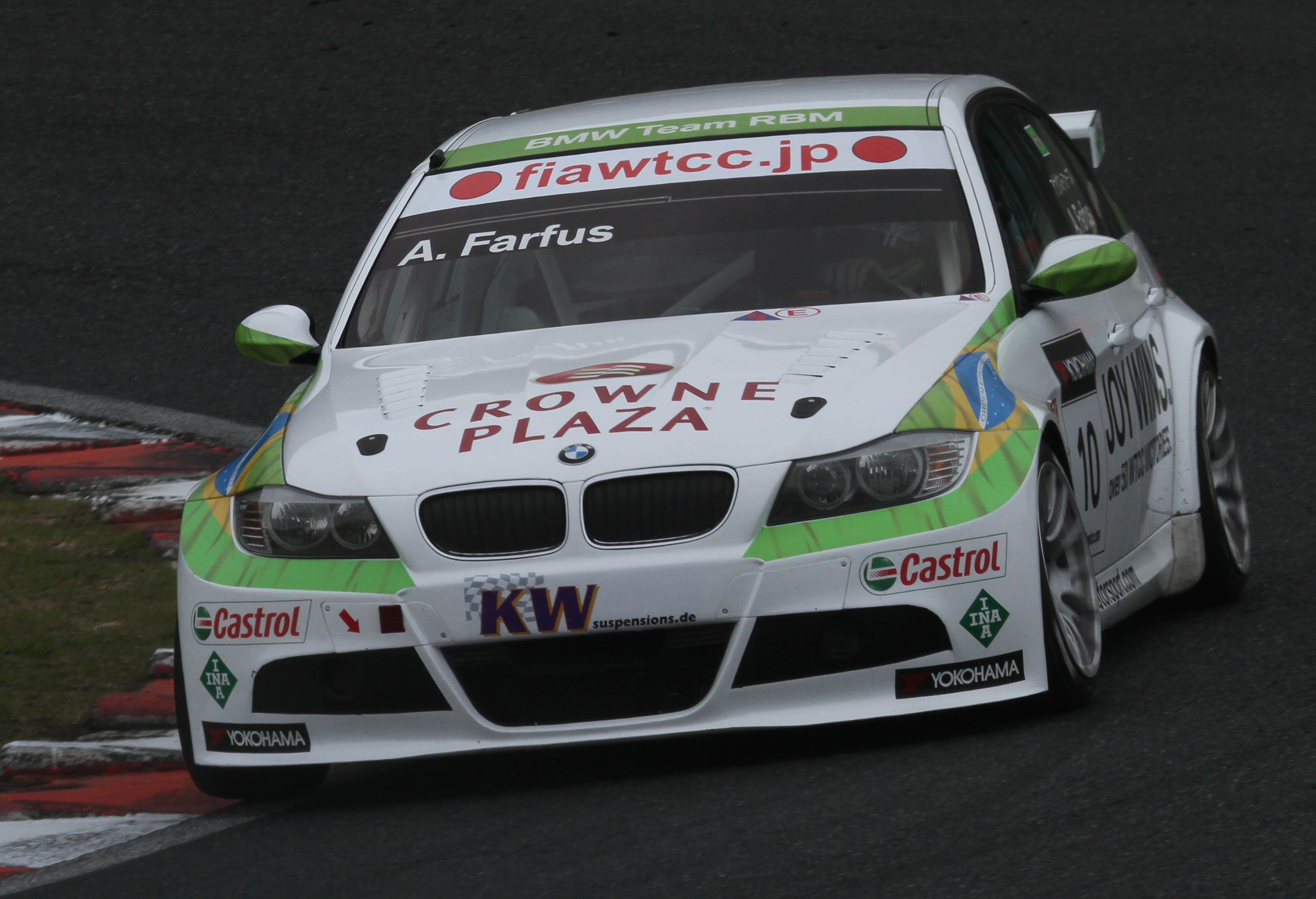
La BMW 320si de WTCC d'Augusto Farfus en 2010